# Sotnia
Une sotnia (en russe : сотня) est une unité militaire cosaque représentant un escadron composé d'une centaine (sotnia) d'hommes. Elle est commandée par un officier nommé sotnik ou iessaoul.

## Historique
Au début du XXe siècle une sotnia comptait généralement 120 hommes en temps de paix, 135 en temps de guerre. Les régiments cosaques étaient constitués de six sotnia. On rencontre aussi des unités plus petites appelées demi-sotnia (en russe : полусотня).
Les sotnia disparaissent comme entité militaire avec la dissolution des armées blanches en 1922.

## Emploi actuel
Le terme de sotnia est employé pour un groupe de victimes de l'Euromaïdan : Небесна сотня (Nebesna sotnia), la « sotnia des cieux ». L'Ordre des Héros de la Centurie céleste honore plusieurs d'entre eux.